# Benjamin Delessert
Pour les articles homonymes, voir Delessert.
Jules Paul Benjamin Delessert, né à Lyon le 14 février 1773 et mort à Paris le 1er mars 1847, est un naturaliste, homme d'affaires et politique français. Il s'est rendu célèbre sous le Premier Empire en développant la méthode d'extraction du sucre de la betterave inventée par Jean-Baptiste Quéruel et reçoit le titre de baron d'Empire.
Il est également le fondateur des Caisses d'épargne en France en 1818.

## Biographie

### Origine
Sa famille, protestante, est originaire du pays de Vaud, en Suisse. Des membres de sa famille sont venus en France en 1735. Son père est Étienne Delessert, un homme d’affaires ayant créé des sociétés d’assurance et une caisse d’escompte.
Son cousin, Armand Delessert, possédait une raffinerie de sucre de canne à Nantes qui, avec l'aide de Louis Say, devint plus tard Beghin-Say.
Sa mère, née Boy de La Tour, entretenait des relations d’amitié avec l’écrivain pour la jeunesse Arnaud Berquin, le savant Benjamin Franklin, le géologue Jean André Deluc et Jean-Jacques Rousseau, qui lui adressa ses Lettres sur la botanique, ainsi qu'à sa fille, Madeleine Delessert, sans oublier sa petite-fille Madelon pour qui le philosophe réalisa l'« herbier Delessert ».

### Jeunesse
Durant sa jeunesse, Benjamin Delessert voyage beaucoup et rencontre à Édimbourg Dugald Stewart, John Playfair et Adam Smith. À Birmingham, Benjamin et son frère rencontrent James Watt, qui leur fait une démonstration de sa machine à vapeur. Jean André Deluc, qu'il rencontre à Windsor, l’initie aux nouveaux développements de la géologie.
De retour en France, il étudie à l’école d’artillerie de Meulan, où il obtient rapidement un grade de capitaine et entre dans la Garde nationale. Il sert en Belgique sous Jean-Charles Pichegru, puis le général Charles Édouard Jennings de Kilmaine le choisit comme aide de camp. Il participe à plusieurs campagnes militaires, notamment au siège de Maubeuge (1793).

### Homme d'affaires
Il est rappelé en 1795 par son père, qui lui confie ses biens et la direction de la maison de banque.
Delessert acquiert en 1795-1796 deux fermes de 130 et 170 acres, avec esclaves, dans l’État de New York (esclavagiste jusqu’en 1817).
En 1800, il essaie d'introduire l'usage de la vapeur dans les machineries en se basant sur les découvertes de James Watt. En 1801, il fonde à Passy, en contrebas de l'actuelle rue Raynouard, près du parc de Passy, une filature de coton qu’il transforme rapidement en raffinerie dédiée au sucre de canne, importé des plantations coloniales esclavagistes, et en 1812 (au 14 quai de Passy) une fabrique de sucre de betterave, où il introduit des procédés nouveaux, puis bientôt une vingtaine d’autres établissements du même genre dans différentes régions françaises. Lors du blocus de la France, c’est Delessert qui, en se basant sur les recherches du chimiste allemand Franz Karl Achard, met au point avec son ingénieux chef de fabrication, le chimiste Jean-Baptiste Quéruel, la méthode d’extraction du sucre à partir de la betterave, méthode qu’il nomme Bonmatin. En récompense des services rendus, Napoléon le fait chevalier de la Légion d'honneur. En 1812, il accède au titre de baron de l'Empire. Il est également nommé régent de la Banque de France. À Passy, près de ses industries, il se fait construire un hôtel particulier.

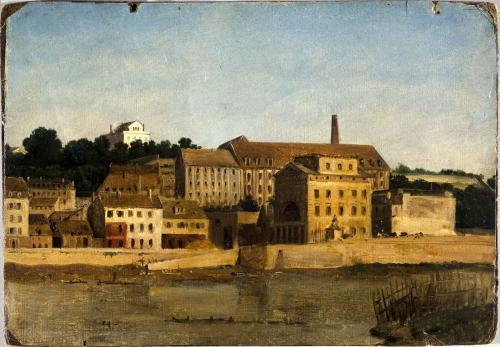
Barrière de Passy et usine Delessert en 1820.

Il importe d'Angleterre l'institution de la Caisse d'épargne en 1818. Il siège pendant 25 ans à la Chambre des députés, dont il est deux fois élu vice-président. Il propose de décerner une récompense nationale au duc de Richelieu après la libération du territoire français, et il fait abolir la loterie et les maisons de jeu.

### Botaniste
Delessert est élu membre libre de l'Académie des sciences en 1816. Botaniste amateur et collectionneur acharné, sa fortune lui permet d’acheter successivement de grands herbiers. Il a formé de magnifiques collections botaniques et conchyliologiques, dont celles de Louis-Guillaume Le Monnier, d’Étienne Pierre Ventenat, de Philibert Commerson, de Nicolaas Laurens Burman, de Jacques-Julien Houtou de La Billardière, d’Ambroise Marie François Joseph Palisot de Beauvois, de René Desfontaines et bien d’autres.
Il reçoit des spécimens des plus grands naturalistes de son époque comme Alexander von Humboldt, Aimé Bonpland, Robert Brown, Augustin Pyrame de Candolle, Joseph Paul Gaimard ou Charles Gaudichaud-Beaupré. Il en reçoit aussi de la Compagnie anglaise des Indes orientales. Son herbier finit par réunir 250 000 spécimens représentant 86 000 espèces et une collection de 150 000 coquilles.
Cet herbier, ainsi que sa bibliothèque, est l’un des plus riches d’Europe. Ils sont actuellement consultables aux Conservatoire et Jardin botaniques de la ville de Genève. Delessert permet à de très nombreux scientifiques de venir étudier ses collections. Il fait paraître de 1820 à 1846 les cinq volumes des Icones selectae plantarum contenant 500 planches en couleur, qui ont été décrites par Augustin Pyrame de Candolle et illustrées par Pierre Jean François Turpin. Cet ouvrage contribue à diffuser la méthode naturelle de classification proposée par De Candolle.
Son intérêt ne se limite pas aux végétaux. Il constitue également une très riche collection de 100 000 coquillages représentant 23 000 espèces ainsi qu’une très riche bibliothèque. Il fait paraître en 1841 un Recueil de coquilles décrites par Lamarck dans son Histoire naturelle des animaux sans vertèbres et non encore figurées et dont le texte est signé Jean-Charles Chenu. Ses collections sont notamment enrichies par l’acquisition des collections de Jean-Baptiste de Lamarck, de Louis Dufresne (1752–1832), de Pierre François Keraudren, de Jacques Teissier (1780–1814). De Louis-Claude Marie Richard, il détenait une coquille que le botaniste avait précédemment acquise pour 6 000 francs, une véritable fortune pour l’époque.
Delessert ne limite pas là son action en faveur des arts et des sciences. Il soutient activement les travaux anatomiques du docteur Jean-Baptiste Marc Bourgery. Par ailleurs, il rachète, à des prix élevés, les ouvrages ou les revues détenus par des scientifiques démunis. Il enrichit ainsi sa bibliothèque tout en offrant une aide matérielle aux savants. Delessert assure également le financement d’ouvrages savants qui ne trouvent pas d’éditeur.
Comme conservateur de son musée botanique, il emploie successivement Achille Richard, Antoine Guillemin et Antoine Lasègue — tous botanistes renommés et qui contribuent à faire du musée Delessert un lieu incontournable des échanges botaniques. Après la mort de Benjamin Delessert, le musée botanique sera pris en charge par son frère François Delessert et restera ouvert jusqu'à la mort de celui-ci en 1868.

### Homme politique et action sociale

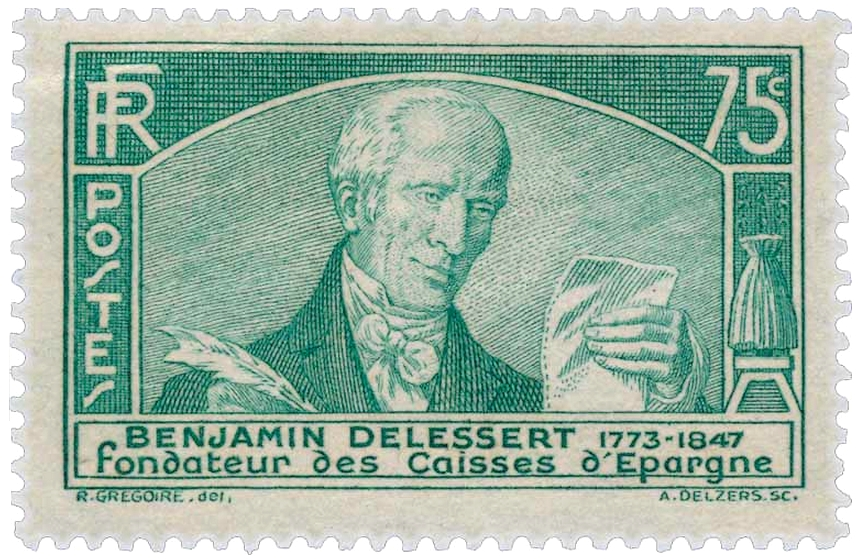
Timbre émis en 1935, graveur Jean Antonin Delzers.

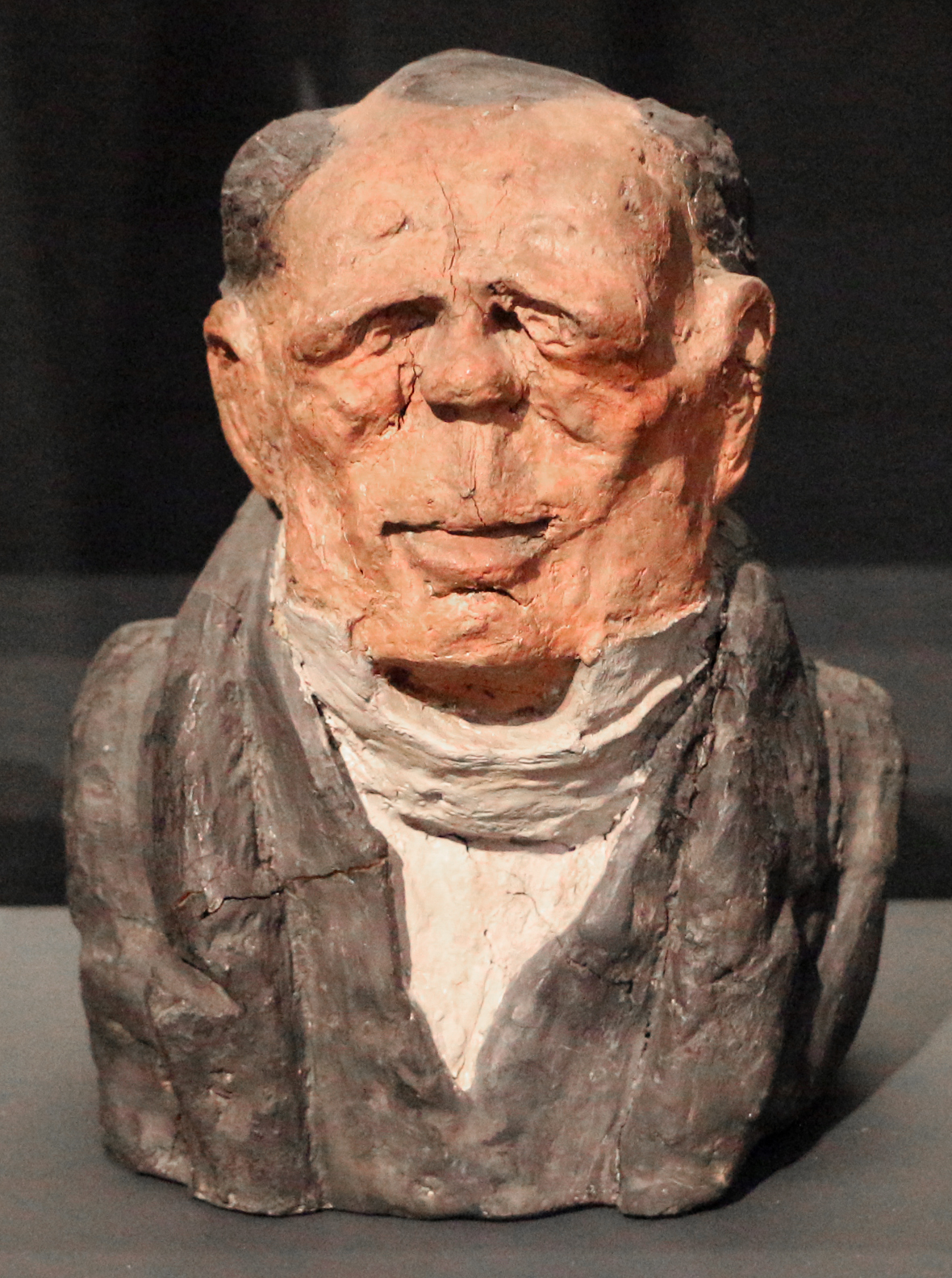
Caricature par Honoré Daumier.

Vers 1800, il fonde des soupes populaires qui distribuent, durant certains hivers, jusqu’à quatre millions de repas. À partir de 1815, il s’implique dans la vie politique française, date à laquelle il est élu député de Paris, puis de 1817 à 1824, avant d'être député de Saumur de 1827 à 1842. Il est battu à l'élection du 9 juillet 1842. Durant ses quarante-trois ans de mandats, il siège au centre-gauche. Il se bat pour améliorer les conditions des malades dans les hôpitaux et pour l’abrogation de la peine de mort.
Il participe en 1818 à la création des Caisses d'épargne et de prévoyance en vue de secourir les plus démunis ; il les dirige durant près de vingt ans et y fonde le livret A. Il offre le contrôle de l’établissement au gouvernement en 1835. Au moment de sa mort, il existait en France trois cent cinquante caisses d’épargne ayant récolté quatre cents millions de francs.
Pendant la révolution de 1830, il fait partie de la délégation de cinq membres envoyée le 30 juillet par la Chambre des députés au palais du Luxembourg pour discuter avec les pairs afin de convaincre la chambre haute de soutenir la proclamation du duc d'Orléans comme lieutenant général du royaume. Il fait ensuite partie de la commission de douze députés qui, dans la soirée, se rend au château de Neuilly afin de notifier à Louis-Philippe d'Orléans la délibération l'appelant à la lieutenance générale du royaume.
Il est l'un des principaux membres de la Société philanthropique et l'un des fondateurs de la Société d'encouragement pour l'industrie nationale. Fervent propagateur de l'instruction primaire, il est le patron des salles d'asile. Surnommé le « père des ouvriers », il lègue 160 000 francs à la Caisse d'épargne, à charge de donner des livrets de cinquante francs à trois mille ouvriers choisis chaque année.
Outre des discours politiques et des écrits sur les caisses d'épargne, il est l'auteur d'un Guide du bonheur paru en 1839, et le co-auteur de La Nouvelle morale en action (1858), traité d'édification.

### Mort
Il meurt en 1847. Il est inhumé au cimetière familial de la rue Lekain puis au cimetière de Passy (16e arrondissement de Paris), dans le tombeau de la famille Delessert.

## Règlement d'armoiries
| Figure                               | Blasonnement |
| Blason Jules Paul Benjamin Delessert | Armes de Benjamin Delessert, baron de l'Empire : Écartelé : au 1, d'azur, à un lis en pal, arraché, tigé de sinople et feuillé d'argent ; au 2, du quartiers de Barons Membres du Collège électoral ; au 3, d'or, à une forêt de sinople, soutenue du même, sur laquelle broche une tour crénelée de trois pièces d'argent, ouverte et maçonnée de sable ; au 4, d'azur, à un croissant d'argent, surmonté de deux étoiles du même., |

## Iconographie
- Un timbre français d'une valeur de 75 centimes[17] lui a été consacré en 1935, gravé par A. Delzers d'après un dessin de René Grégoire ; deux autres dessinateurs de timbres avaient proposé leurs esquisses : René Cottet et Claudie-Frédérique Korthals[18].
- Une médaille commémorative octogonale à son effigie (avec dans ses mains une plume et une feuille de papier), gravée en 1935 par René Grégoire et portant la légende « BENJAMIN DELESSERT | FONDATEUR DES CAISSES D'EPARGNE | ET A SES | CONTINUATEURS ».
- René Grégoire, qui était aussi sculpteur, réalisa pour une place de Saumur une statue en bronze fondue sous l'Occupation.

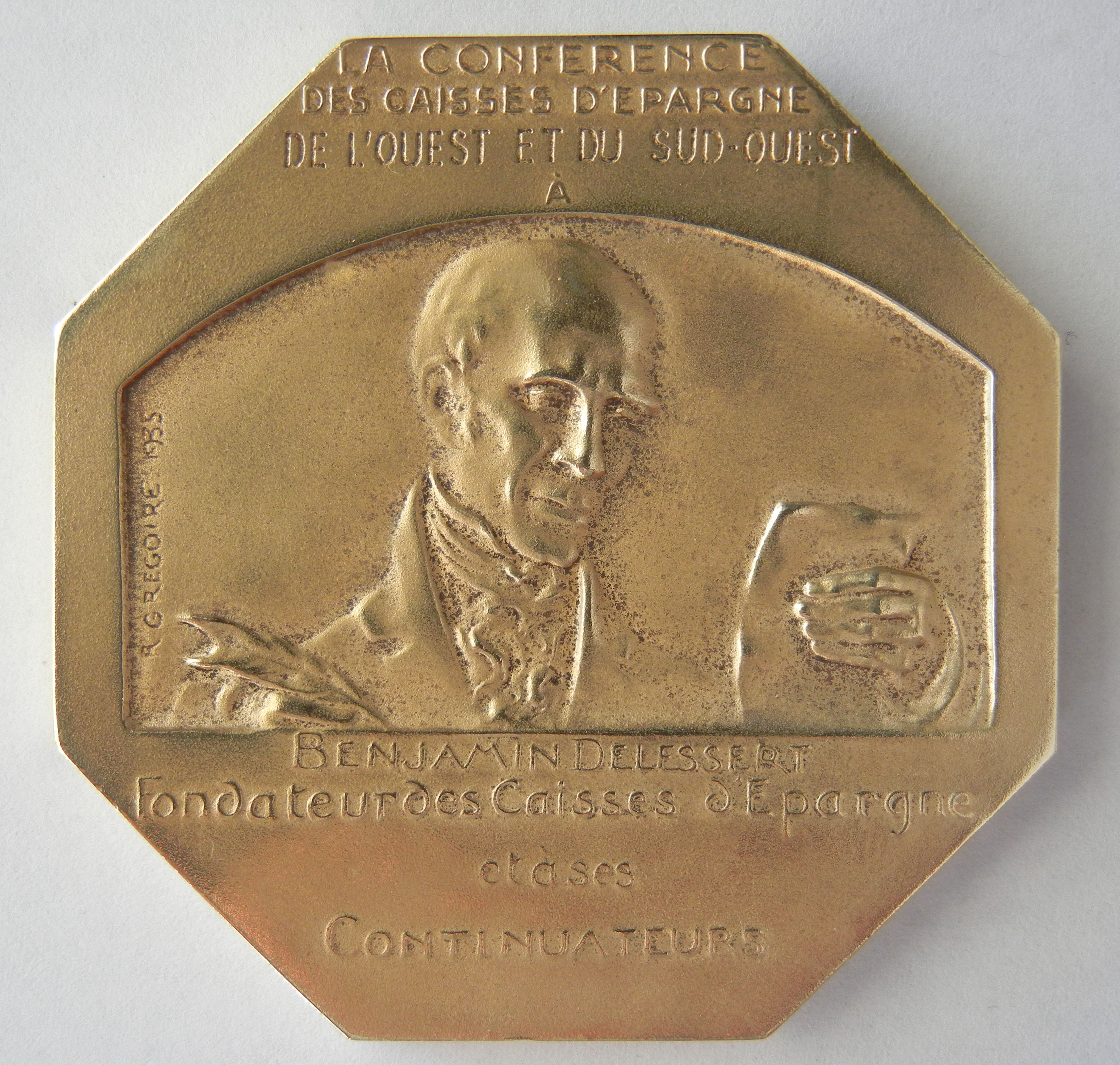
Médaille Benjamin Delessert, fondateur des Caisses d'épargne. Graveur René Grégoire, recto.
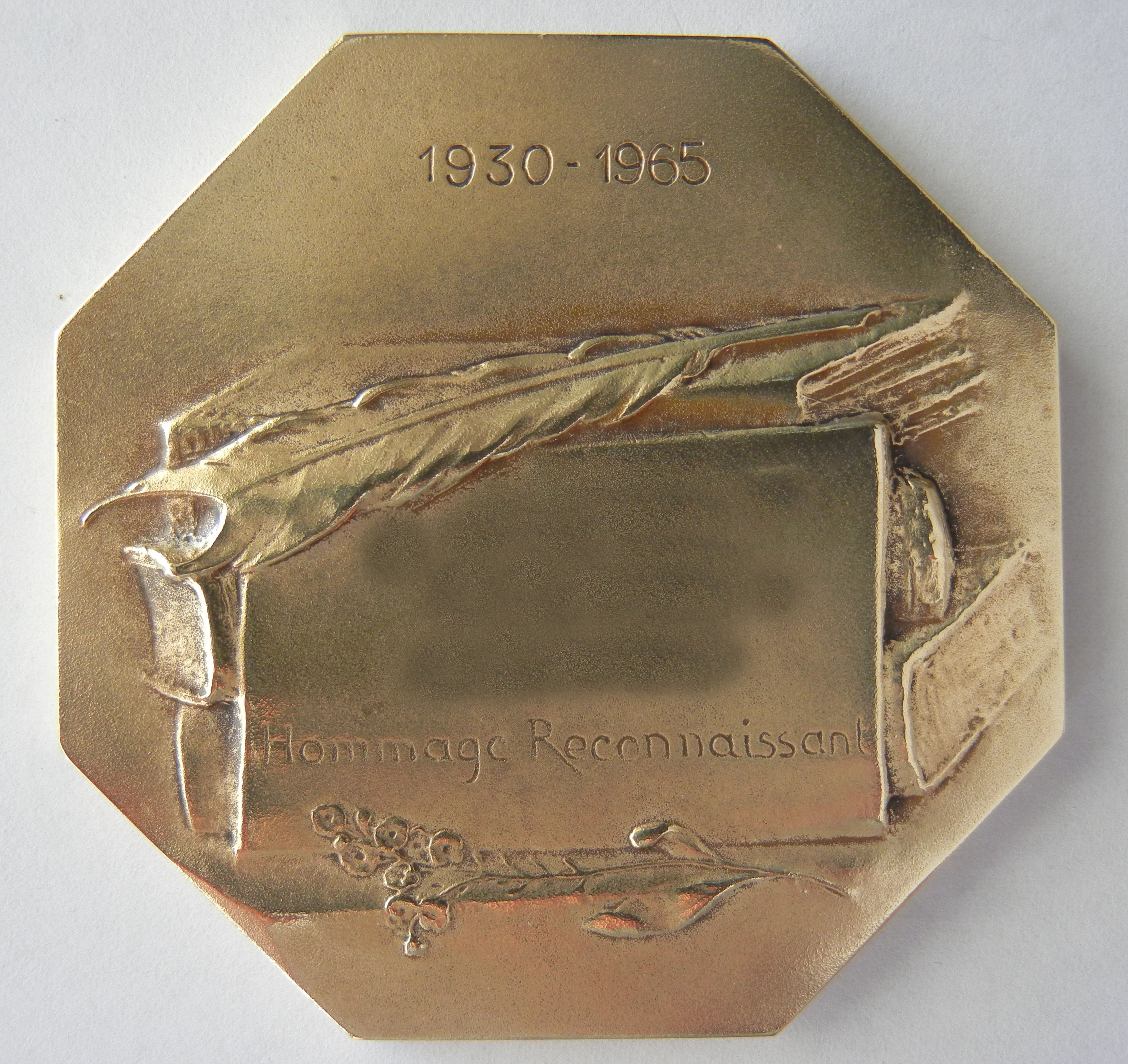
Médaille Benjamin Delessert, fondateur des Caisses d'épargne. Graveur René Grégoire, verso.

## Autres hommages

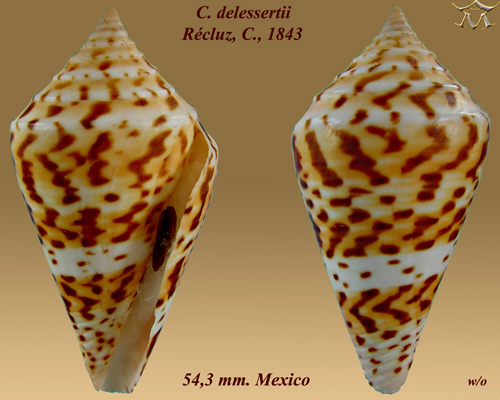
Conus delessertii, nommé en l'honneur de Delessert.

Le genre d’algues rouges Delesseria est nommé en son honneur, ainsi que le genre de Fabaceae Lessertia.
Le boulevard Delessert, dans le 16e arrondissement de Paris, perpétue son souvenir.
Un parking Benjamin-Delessert existe à Pont-l'Abbé dans le Finistère (Bretagne).
Une résidence étudiante lyonnaise située dans le 7e arrondissement de la ville portait également son nom.
Un collège Benjamin-Delessert existe à Saumur en Maine-et-Loire (49).
Une rue Benjamin-Delessert existe à Saint-Trojan-les-Bains ainsi qu’au Château-d'Oléron, commune de l'île d'Oléron (Charente-Maritime), ainsi qu'à Istres et Lorient.
Une avenue Benjamin-Delessert existe à Marseille.
Une rue Benjamin-Delessert existe à Pantin.

## Pour approfondir